# 단 후미
단 후미(Fumi Dan, 1954년 6월 5일 ~ )는 일본의 배우, 일본의 성우이다.
네리마구에서 태어났다.

## 방송
- 육왕
- 꽃 타오르다
- 박앵기

## 영화
- 뺑소니 최고로 최악의 날 (2019년)
- 꽃 타오르다 (2015년)
- 봄을 짊어지고 (2014년)
- 야마자쿠라 (2008년)
- 카마치 (2004년)
- 비 그치다 (1999년)
- 글래스 케이프 (1989년)
- 남자는 괴로워 42 - 나의 삼촌, 토라 (1989년) - 히사코 역
- 바람의 마타사부로 (1988년)
- 불타는 집의 사람 (1986년)
- 야사 (1985년)
- 표적이 된 학원 (1981년)
- 남자는 괴로워 18 (1976년) - 마사코 역